# مسجد الأكرم
مسجد الأكرم (بالملايو:  Masjid Al Akram ) هو مسجد يقع في كامبونج داتوك كرامت في كوالالمبور عاصمة ماليزيا.

## وصلاة خارجية
- موقع مسجد الأكرم على الخريطة